# Фельдман, Михаил Артёмович
Михаил Артёмович Фельдман (9 января 1952, Каменка, Пензенская область — 16 августа 1988, Крушение поезда «Аврора» (1988), Калининская область) — советский поэт, журналист, историк, учитель.

## Биография
Михаил Артемович Фельдман родился 9 января 1952 года в городе Каменка, Пензенской области.
Родители Фельдман Артем Петрович и Александра Михайловна, работники завода Белинсксельмаш.
Брат Павел Фельдман, заслуженный учитель Российской Федерации, директор школы.
В 1968 году окончил среднюю школу. В мае 1970 года призван в Советскую армию. Прошёл учебку г. Вышний Волочек, Калининской области, а затем продолжил службу в лётной части в г. Кант, Киргизской ССР.
После службы поступил на исторический факультет Ленинградского университета. Окончил исторический факультет и факультет журналистики. Работал в университетской газете. Поступил в аспирантуру. Темами его дипломных и аспирантских работ были Грузинские студенты С-Петербургского университета в первой половине XIX века Соломон Додашвили и Соломон Размадзе.
Участник Всесоюзной научной конференции в 1983 году, посвященной 200-летию Георгиевского трактата от Ленинградского университета. Его работы были изданы в Грузии.
В 1985 году женился на Анне Иосифовне Леви.
Работал учителем в школах г. Ленинграда, экскурсоводом, старшим редактором северного отделения «Академкнига».
Писал стихи.
16 августа 1988 года погиб в железнодорожной катастрофе близ станции Березайка. Похоронен на кладбище г. Каменка, Пензенской области.
Сборник его стихов «Миновало» издан после его гибели родственниками.

## Отзывы
В 2020 году в серии "Поэты литературных чтений «Они ушли. Они остались» вышла книга «Ещё одно имя Богу» (сост. Б. Кутенков, Н. Милешкин, Е. Семёнова) с предисловием Евгения Абдуллаева и послесловием Данилы Давыдова, отзывами Андрея Таврова и Михаила Эпштейна.